# Henry Hugh Armstead
Henry Hugh Armstead, född 18 juni 1828 i London, död där 4 december 1905, var en brittisk skulptör.